# Katie Smith
Katie Smith, född den 4 juni 1974 i Lancaster, USA, är en amerikansk basketspelare som tog OS-guld 2008 i Peking. Detta var USA:s fjärde OS-medalj i dambasket i rad. Smith var även med och tog OS-guld 2004 i Aten och även 2000 i Sydney. Hon har satt flest poäng i WNBA genom alla tider.